# Rogier Jansen
Rogier David Maarten Jansen (Amsterdam, 29 ottobre 1984) è un ex cestista olandese.

## Palmarès
- Campionato olandese: 2

Donar Groningen: 2003-04
EiffelTowers: 2011-12
- Coppa d'Olanda: 1

Donar Groningen: 2005